# Alessandro Forlani (politico)
Alessandro Forlani (Roma, 12 marzo 1959) è un politico italiano.

## Biografia
Nato a Roma il 12 marzo 1959, figlio dello storico dirigente democristiano Arnaldo Forlani.
Viene eletto senatore nel 2001 nella XIV legislatura per la lista "Biancofiore", formata da CCD e CDU. Alle successive elezioni politiche del 2006 viene eletto deputato della XV Legislatura nella circoscrizione Marche per l'UDC.
Nel 2009 viene designato componente della Commissione di garanzia dell'attuazione della legge sullo sciopero nei servizi pubblici essenziali; in tale ambito ha sostenuto che l'apparato sanzionatorio è soltanto l'extrema ratio a cui può ricorrere l'Autorità in questione.
Nel 2017 è nominato consigliere della Corte dei Conti.